# Lambula flavogrisea
Lambula flavogrisea là một loài bướm đêm thuộc phân họ Arctiinae, họ Erebidae.